# Rhynchothorax malaccensis
Rhynchothorax malaccensis är en havsspindelart som beskrevs av Stock, J.H. 1968. Rhynchothorax malaccensis ingår i släktet Rhynchothorax och familjen Rhynchothoracidae. Inga underarter finns listade i Catalogue of Life.